# Carlos Carnero
Carlos Carnero (n. 24 noiembrie 1961, Madrid, Noua Castilie⁠(d), Spania) este un om politic spaniol, membru al Parlamentului European în perioada 1999-2004 din partea Spaniei.
1. ↑   https://www.asambleamadrid.es/composicion/diputados/ficha-del-diputado?diputado=2014, accesat în 21 iulie 2021 Lipsește sau este vid: |title= (ajutor)
2. ↑   https://www.lavanguardia.com/local/madrid/20200305/473973716392/carlos-carnero-toma-posesion-como-diputado-del-psoe-en-la-asamblea-en-sustitucion-de-llanos-castellanos.html, accesat în 17 iulie 2020 Lipsește sau este vid: |title= (ajutor)
3. ↑  Deputații în Parlamentul European